# Louis De Geer (1622–1695)
Louis De Geer d.y., född 24 juni 1622 i Amsterdam, Nederländerna, död 22 december 1695 på Finspångs slott, Sverige, var en vallonsk-svensk adelsman, militär och godsägare. Han var son till Louis De Geer (1587–1652) och lät bygga Finspångs slott. Han ägde dessutom Ringstaholm och Fossala i Sverige och Rhynhusen och Nyvaal i Nederländerna.
De Geer ingick 1645 i svensk tjänst som överste för ett regemente värvat i Nederländerna åt drottning Kristina. 1677 utnämndes han till assessor i bergskollegium. I Karl XI:s reduktion drogs en del av De Geers egendomar indragna till kronan, men Finspångs slott fick kvarstå i släkten De Geers ägo.

## Familj
De Geer gifte sig 1654 med Jeanna Parmentier (född 8 augusti 1634 i Utrecht, död 24 januari 1710 på Eka gods) som var av ett gammalt brabantiskt adelshus. Paret fick 11 barn:
- Johanna Elisabeth (född 20 december 1656, död 1735), gift med friherre Åke Oxenstierna af Eka och Lindö (1652–1714).
- Adriana (född 26 augusti 1658, död 1 mars 1714), ogift.
- Charles (född 2 september 1660, död 16 september 1730), ogift.
- Sara Maria (född 18 augusti 1662, död 12 januari 1699), gift med sin kusin Jean De Geer.
- Laurent (1664–1696), död i Dalmatien i Republiken Venedigs tjänst.
- Louis (född 1 augusti 1665, död 9 mars 1691)
- Jean Jacques (född 15 augusti 1666, död 16 december 1738)
- Anton Gustaf (född 6 november 1668, död 1732)
- Sophia (född 1 augusti 1671, död 20 december 1686)
- Wilhelm (född 1673, död 1728)
- Emanuel (född 12 januari 1677, död 15 december 1679)